# Solange I
Im Beschluss Solange I (BVerfGE 37, 271 ff.) legte das Bundesverfassungsgericht 1974 erstmals Kriterien fest, nach denen ein Verfahren über Widersprüche zwischen Rechtsnormen der Europäischen Gemeinschaften (EG) und deutschem Verfassungsrecht beurteilt wird. Im Ergebnis behielt sich das Bundesverfassungsgericht vor, die Vereinbarkeit von europäischem mit deutschem Recht in jedem Einzelfall selbst zu überprüfen.

## Das Verfahren
1974 fasste das Bundesverfassungsgericht den sogenannten Solange-I-Beschluss (BVerfGE 37, 271 ff.). Anlass war die Vorlage eines Gerichts in einem konkreten Normenkontrollverfahren. Jenes Gericht hielt eine Verordnung der EG für unanwendbar, weil sie gegen Grundrechte des Grundgesetzes verstoße. Der Europäische Gerichtshof (EuGH) hatte zuvor auf Vorlage des Gerichts nach Art. 177 des EG-Vertrages die Gültigkeit der Verordnung bestätigt.
Das Bundesverfassungsgericht bejahte die Zulässigkeit, obwohl nach Art. 100 GG nur deutsche, formelle, nachkonstitutionelle Gesetze überprüft werden können. Als Begründung wurde dafür aufgeführt, dass das Gemeinschaftsrecht keine Unterscheidung zwischen formellen Gesetzen und Rechtsverordnungen (Art. 80 GG) kennt. Die Wirkungsweise von Verordnungen ist gleich wie von formellen Gesetzen. Das Problem des deutschen Gesetzes wurde mit der Ausübung der Bestimmungen gelöst. Das Bundesverfassungsgericht wies darauf hin, dass die deutsche Staatsgewalt die Gemeinschaftsverordnungen auszuführen habe und dabei auch an die Grundrechte gebunden ist (vgl. Art. 1 Abs. 3 GG).
Die Konzentrierung dieser Überprüfung auf das Bundesverfassungsgericht sei nach dem Grundgedanken des Art. 100 GG geboten und liege auch im Interesse der Gemeinschaft und ihres Rechts.

## Verfassungsrechtliche Aspekte
Es wurde zwar vom Bundesverfassungsgericht ausgeführt, dass es nicht über die Gültigkeit oder Ungültigkeit sekundären Gemeinschaftsrechts entscheiden könne, denn diese Befugnis habe allein der EuGH. Es könne aber entscheiden, ob ein Gemeinschaftsrechtsakt von den deutschen Behörden und Gerichten nicht angewendet werden dürfe und im deutschen Rechtsraum keine Wirkung entfalte, soweit er mit deutschen Grundrechten kollidiert (Anwendungs-, jedoch kein Geltungsvorrang). Voraussetzung ist aber eine zuvorige Vorlage an den EuGH nach Art. 267 AEUV (Art. 234 EG).
Auf Grund der Übertragung von Hoheitsrechten nach Art. 24 Abs. 1 GG muss das Gemeinschaftsrecht einen den Grundrechten entsprechenden eigenen Grundrechtskatalog besitzen, damit eine zuverlässige Gewähr besteht, dass die Rechte des Einzelnen beachtet beziehungsweise geschützt werden.

„Solange der Integrationsprozess der Gemeinschaft nicht so weit fortgeschritten ist, dass das Gemeinschaftsrecht auch einen von einem Parlament beschlossenen und in Geltung stehenden formulierten Grundrechtskatalog enthält, der dem Grundrechtskatalog des Grundgesetzes adäquat ist, ist nach Einholung der in Art. 234 EG geforderten Entscheidung des EuGH die Vorlage eines Gerichtes der Bundesrepublik Deutschland an das BVerfG im Normenkontrollverfahren zulässig und geboten, wenn das Gericht die für es entscheidungserhebliche Vorschrift des Gemeinschaftsrechts in der vom EuGH gegebenen Auslegung für unanwendbar hält, weil und soweit sie mit einem der Grundrechte des Grundgesetzes kollidiert.“

Der Vorrang sekundären Gemeinschaftsrechts fand damit nach Rechtsprechung des Bundesverfassungsgerichts seine Grenzen in den Grundrechten des Grundgesetzes.
Die Rechtsprechung änderte sich später im Zuge des Solange-II-Beschlusses.